# Ponta Temerosa

Ponta Temerosa est un cap au sud de  l'île de Santiago au Cap-Vert.

## Présentation
Situé au sud de la capitale Praia, c'est le point le plus méridional de l'île. 
Il se trouve à 2 km au sud du centre-ville. 
Le phare de Dona Maria Pia se dresse à la pointe orientale du cap, marquant l'entrée du port de Praia.